# Wahhabizm
Wahhabizm (lub wahabizm) (arab. ‏ الوهابية‎, al-wahhābija) – ruch reformatorski i religijno-polityczny w łonie islamu sunnickiego powstały w XVIII wieku na terenie Arabii. Jest określany terminami; „ultrakonserwatywny”, „surowy”, „fundamentalistyczny”, „purytański”. Jego głównymi inspiratorami są Ahmad Ibn Hanbal i Ibn Tajmijja, a także sam twórca ruchu, Muhammad Ibn Abd al-Wahhab.

## Nazewnictwo
Wahhabici odrzucają ten termin jako bałwochwalczy, określając siebie jako „ludzie monoteizmu” (arab. ‏أهل التوحيد‎, Ahl al-Tawḥīd), „monoteiści” (arab. ‏الموحدون‎, al-Muwaḥḥidun), „ludzie sunny” (Ahl al-Sunnah), bądź zwyczajnie muzułmanie.

## Historia
Do XVIII wieku, Arabia była podzielonym miejscem, w którym ścierały się ze sobą lokalne plemiona. Mało znany kaznodzieja, Muhammad Ibn Abd al-Wahhab, zawarł pakt z klanem Saudów, iż udzieli im religijnego usprawiedliwienia do podbojów w zamian za uprzywilejowaną pozycję w kwestiach wiary. Światopoglądowo, al-Wahhab twierdził, że muzułmanie jego czasów nie wyznają prawidłowo islamu. Potępiał powszechne praktyki m.in. odwiedzanie grobów rodziny Mahometa, jego towarzyszy czy innych proroków islamu. Uznał te praktyki za kult religijny sprzeczny z „prawidłowym” islamem, politeizm naruszający jedyność Boga, a także religijną innowację. Od tej pory klan Saudów miał duchowe usprawiedliwienie do zbrojnego dżihadu przeciwko innym muzułmanom; szyitom, sunnitom i tym praktykującym mistycyzm islamski. Kto nie podążał za al-Wahhabem, był automatycznie uznawany za niewiernego. Z ekspansywnego charakteru wahhabizmu wynikły walki z Arabami wschodnimi, szarifami z Mekki, Turkami i z Egiptem. Głównymi bastionami wahhabizmu były miasta Rijad i Hail, między którymi z czasem rozwinęła się rywalizacja. W 1921 Abdelaziz, władca Rijadu, wcielił państwo Hail do swego i stworzył królestwo Nadżd, a swego syna Fajsala mianował wicekrólem Hidżazu (1926). W wyniku słabości Imperium Osmańskiego (którego islam sunnicki wahhabici uznali za błędny, fałszywy i heretycki)), Abd al-Aziz, władca Nadżdu opanował środkową Arabię, aż po Syrię, wybrzeża Morza Czerwonego oraz na wschodzie kraje nad Zatoką Perską.
Podczas radzieckiej interwencji w Afganistanie, głównym donatorem mudżahedinów, którzy wywodzili się z ruchów islamistycznych była Arabia Saudyjska. Arabia Saudyjska była także jednym z trzech (obok Pakistanu i Zjednoczonych Emiratów Arabskich) państw na świecie, które formalnie uznały i nawiązały stosunki dyplomatyczne z Islamskim Emiratem Afganistanu istniejącym w latach 1996–2001 pod rządami talibów.

## Praktyki i wierzenia
Opiera się na fundamentalizmie, według swoich wyznawców głosi „powrót do pierwotnej czystości islamu, prostoty i surowości obyczajów”. Za podstawy wiary wahhabici uznają Koran i sunnickie hadisy, interpretowane dosłownie. Ruch ten zwalcza mistycyzm muzułmański, potępia odwiedzanie świętych miejsc (z wyjątkiem Mekki i Medyny), podkreśla człowieczy aspekt natury Mahometa, zabrania świętowania wszelkich uroczystości (święto państwowe, urodziny, Dzień Matki, imieniny, walentynki, maulid), oprócz dwóch świąt islamskich Id al-Adha i Id al-Fitr, odrzuca dorobek kulturowy (teatr, kino, sztukę, muzykę), potępia wszelkie ideologie sekularne (patriotyzm, nacjonalizm, internacjonalizm, demokracja), nie uznaje kompromisu w kwestiach dialogu międzyreligijnego (uznaje chrześcijaństwo, judaizm i niewahhabickich muzułmanów, np. szyitów czy sufitów, za heretyków i niewiernych), zabrania wysyłania kartek czy dawania kwiatów członkom rodziny przebywającym na wakacjach, w szpitalu, w więzieniu. Na poziomie polityki wewnętrznej, saudyjski wahhabizm dąży do stworzenia harmonijnych stosunków między absolutnym władcą, a bezwzględnie posłusznym mu ludem. Policja religijna w tym kraju zajmuje się egzekwowaniem przestrzegania wahhabickiego szariatu.

## Ekspansja i finansowanie
Do czasu odkrycia złóż ropy naftowej, kraje Zatoki Perskiej były jednymi z najbardziej zacofanych technologicznie państw świata. Jakkolwiek, od lat 80. XX wieku, Arabia Saudyjska eksportuje ideologię wahhabizmu na skalę światową; „od równin Afryki, przez pola ryżowe Indonezji, do muzułmańskich imigrantów w europejskich miastach, można odnaleźć książki głoszące pojedynczą i tę samą doktrynę”. Tylko pod rządami króla Fahda (1982–2005) na promocję islamu wahhabickiego przeznaczono 75 miliardów dolarów. Środki zostały przeznaczone na ustanowienie 200 uniwersytetów islamskich, 210 islamskich centrów, 1500 meczetów, 2000 szkół dla dzieci muzułmańskich, w krajach islamskich i poza nimi. Szkoły finansowane przez Saudów mają „fundamentalistyczny” program nauczania, wychowując generacje muzułmanów sunnickich „od Sudanu po północny Pakistan”. Od lat 80., saudyjskie ambasady i placówki dyplomatyczne zostały oficjalnie zobowiązane do promocji islamu wahhabickiego w postaci centrów islamskich, stowarzyszeń i tzw. instytutów, jak i budowy meczetów sunnickich w krajach niemuzułmańskich.
Jedynymi krajami muzułmańskimi, w których wahhabizm jest oficjalnie uznany za religię państwową są Katar i Arabia Saudyjska. 22,9% Saudyjczyków to wahhabici (skoncentrowani w Nadżdu), 46,87% Katarczyków i 44,8% mieszkańców Zjednoczonych Emiratów Arabskich. Ponadto wahhabitami jest 5,7% mieszkańców Bahrajnu i 2,17% mieszkańców Kuwejtu. Przedstawicielem ruchu wahabickiego w Polsce jest m.in. Liga Muzułmańska w RP. Jej siedzibą jest Ośrodek Kultury Muzułmańskiej w Warszawie.

## Kontrowersje i krytyka
Pierwszym człowiekiem, który skrytykował wahhabizm i poglądy Muhammada Ibn Abd al-Wahhaba, był jego własny brat Salman Ibn Abd al-Wahhab. Salman, który był muzułmańskim uczonym i kadim, napisał książkę Ostateczne słowo z Koranu, hadisów, jak i od uczonych, na temat szkoły Ibn ’Abd al-Wahhaba, praca jest także znana pod nazwą Boskie gromy przeciwko szkole wahhabickiej (arab. ‏Al-Sawa`iq al-Ilahiyya fi Madhhab al-Wahhabiyya‎). W swoich pracach ruch wahhabicki atakował aszarycki uczony i były wielki mufti Syrii, Muhammad Sa’id Ramadan al-Buti. Obecny wielki mufti, Ahmad Badreddin Hassoun, także jest zagorzałym przeciwnikiem. Sunniccy uczeni z egipskiego uniwersytetu teologicznego Al-Azhar również krytykują wahhabizm. Jeden z nich określił wahhabizm mianem szatańskiej wiary.
Wahhabizm jest regularnie krytykowany na gruncie teologicznym i moralnym przez muzułmanów szyickich, których wahhabici uważają za największych wrogów, jak i uzasadniony cel przemocy ze strony fundamentalistów sunnickich.
Nauki i pisma uczonych wahhabickich są widziane jako główna siła odpowiedzialna za powstawanie wielu radykalnych, sunnickich organizacji terrorystycznych m.in. Al-Ka’ida, Boko Haram czy Państwo Islamskie.
Imtiyaz Ahmed, uczony religijny i profesor pracujący na Uniwersytecie w Dhace, stwierdził, iż wraz z saudyjskim finansowaniem projektów w Bangladeszu, doszło do widocznej zmiany w praktykach religijnych społeczeństwa; kobiety zaczęły nosić burki, spadła także popularność obchodzenia urodzin Mahometa, „do tej pory będących integralną częścią kultury kraju”.